# EU-Gipfel Dezember 2017
Der EU-Gipfel Dezember 2017 fand vom 14. bis 15. Dezember 2017 in Brüssel statt. Den Vorsitz hatte EU-Ratspräsident Donald Tusk.

## Themen
Zum Gipfel startete die Ständige Strukturierte Zusammenarbeit (engl. Permanent Structured Cooperation – PESCO) in der europäischen Verteidigungspolitik. Weitere Themen waren verbindliche Asylquoten, der Brexit und EU-Reformen.

## Asylquote
Bereits im Vorfeld des Gipfels hatte Ratspräsident Donald Tusk für Empörung gesorgt, als er in einem Schreiben an die Gipfelteilnehmer erklärte, dass aus seiner Sicht die Idee einer verbindlichen Asylquote unwirksam sei und die Europäische Union spalte. Damit entsprach er nach Ansicht Deutschlands, Österreichs und einiger weiterer westlicher und südlicher Mitgliedstaaten den Vorstellungen insbesondere der Visegrad-Staaten, die eine verbindliche Quote zur Aufnahme von Asylanten in der EU, mit der die großen Belastungen Griechenlands und Italiens reduziert werden sollten, kategorisch ablehnten.

## Brexit
Die EU und Großbritannien hatten eine Woche vor dem Gipfel in den drei Hauptfragen Finanzen, Irland-Grenze und Bürgerrechte im jeweiligen Ausland eine Einigung erreicht. Während des Treffens begannen daher die Verhandlungen über die künftigen Beziehungen zwischen der EU und Großbritannien nach einem Brexit.

## Sicherheits- und Verteidigungspolitik
Im Bereich der Verteidigungspolitik wurde mit einem Festakt die sog. Ständige Strukturierte Zusammenarbeit (PESCO) offiziell eingeführt, welche gemeinsame europäische Projekte unterstützen und ein besser koordiniertes Handeln der Europäer in militärischen Fragen ermöglichen soll. PESCO wurde auch von der deutschen Bundesregierung als erster Schritt auf dem Weg zu einer europäischen Verteidigungsunion bezeichnet.

## EU-Reformen
Der französische Präsident Macron wollte den Gipfel nutzen, um Absprachen für eine Reform der finanziellen Ausstattung der EU zu erreichen. Macron verfolgte das Ziel, die EU mit einem Budget auszustatten, um wirtschaftlich angeschlagene Mitgliedstaaten unterstützen zu können. Außerdem sprach er sich für einen gemeinsamen Haushalt und einen EU-Finanzminister aus. Die deutsche Regierung reagierte zurückhaltend wie die Mehrheit der EU-Staaten. Nur in der Frage der Bankenunion wurde ein Prüfauftrag erteilt.